# Othman Saadi
 (août 2019).
Si vous disposez d'ouvrages ou d'articles de référence ou si vous connaissez des sites web de qualité traitant du thème abordé ici, merci de compléter l'article en donnant les références utiles à sa vérifiabilité et en les liant à la section « Notes et références ».
Pour les articles homonymes, voir Saadi (homonymie).
Othman Saadi, né en 1930 à Tébessa en Algérie et mort à Alger le 30 novembre 2022, est un diplomate, homme politique et écrivain algérien.

## Biographie
Othman Saadi adhère au Parti du peuple algérien puis au Front de libération nationale depuis sa création et a travaillé parmi ses représentants dans l'Orient arabe. Il a abandonné l'école française après les massacres du 8 mai 1945. 
Il est diplômé de l'Institut Abdelhamid Ben Badis de Constantine en 1951, titulaire d'un baccalauréat de l'université du Caire en 1956, d'une maîtrise de l'université de Bagdad en 1979 et d'un doctorat de l'université d'Alger en 1986. 
Il était secrétaire permanent du bureau de l'armée de libération nationale au Caire pendant la révolution armée. Après l'indépendance, il est désigné chef de la mission diplomatique au Koweït de 1963 à 1964, puis chargé d'affaires au Caire de 1968 à 1971. Il était également ambassadeur : à Bagdad de 1971 à 1974 et à Damas de 1974 à 1977.
Il est élu député de l'Assemblée populaire nationale (1977-1982), membre de la circonscription de Tébessa. Il a été élu membre du Comité central lors du 4e congrès du Front de libération nationale (1979). 
Il est le directeur responsable du porte-parole de l'association Word et le président du Comité de supervision scientifique sur la préparation du dictionnaire arabe moderne, adopté par le Fonds arabe pour le développement économique et social dans les années 1980. Il a reçu le prix d'un important groupe de réflexion arabe, la Fondation de la pensée arabe en 2005, et le prix de la plume d'or de la commune de Sidi M'hamed en Algérie. 
Othman Saadi appartient à la tribu des Nemencha, et parle l'arabe et l'amazigh. Président de l'Association algérienne de défense de la langue arabe depuis 1990 et membre de l'Académie de la langue arabe libyenne à Tripoli, il a publié des livres en linguistique : L'histoire de l'arabisme de l'Algérie (1983) et L'arabe amazigh (1996).
Othman Saadi meurt à Alger le 30 novembre 2022.